# Segestra skalní
Segestra skalní (Segestria bavarica) je pavouk patřící do čeledi segestrovití (Segestriidae). V České republice je ohroženým druhem.

## Popis
Délka těla samice činí 10 až 14 mm (hlavohruď 3 až 5 mm) a samce 7 až 8 mm (hlavohruď 3,5 až 4 mm). Zbarvení hlavohrudi je tmavě hnědé se světlejšími chloupky. Zadeček je válcovitý, šedohnědý s tmavším vzorem rozděleným do jednotlivých skvrn světlými středními pruhy. První tři páry nohou směřují dopředu; nohy jsou žlutohnědé s tmavými kroužky.

## Rozšíření a způsob života
Jedná se o druh rozšířený v teplejších oblastech západní a střední Evropy, v Turecku a na Kavkaze. V České republice je vzácný, vyskytuje se na jihu Moravy na Pálavě a ve středních Čechách. Žije na osluněných i mírně zastíněných skalách, lomech, pod kameny, na kamenných zdech, v borových a suchých smíšených lesích pod kůrou i na pastvinách, v západní Evropě též v pobřežních oblastech na útesech.
Pavouk si vytváří pavučinovou rourku, z jejíhož ústí vedou signální vlákna sloužící k signalizaci kořisti. Rourka má stejně jako u pokoutníků otevřený konec poskytující možnost úniku v případě ohrožení. Tomuto druhu trvá alespoň dva roky, než dosáhne dospělosti; samice mohou žít po mnoho let. S pavoukem se lze setkat po celý rok, s dospělými samci především na jaře a v létě. Je aktivní v noci.

## Možnost záměny
- segestra podkorní (Segestria senoculata)

Mimo Českou republiku také segestra florentská (Segestria florentina), jejíž mláďata vypadají jako dospělci segestry skalní.